# خواكين جاريجس ووكر
خواكين جاريجس ووكر هو محامي وشخصية أعمال وسياسي إسباني، ولد في 4 مارس 1933 في مدريد في إسبانيا، وتوفي بنفس المكان في 28 يوليو 1980. نشط حزبياً في اتحاد الوسط الديمقراطي. وقد انتخب Minister of Public Works and Urbanism ‏ (4 يوليو 1977 – 6 أبريل 1979) وفي الانتخابات العامة الإسبانية 1977 ‏، انتخب عضو مجلس النواب الإسباني ‏ عن دائرة مدريد ‏ خلال فترته النيابية ‏ (29 يونيو 1977 – 2 يناير 1979) وفي الانتخابات العمومية الإسبانية 1979 ‏، انتخب عضو مجلس النواب الإسباني ‏ عن دائرة Murcia (Congress of Deputies constituency) ‏ خلال فترته النيابية ‏ (15 مارس 1979 – 28 يونيو 1980).

## وصلات خارجية
- خواكين جاريجس ووكر على موقع مونزينجر (الألمانية)